# Get Real
Get Real är en singel från 1988 av den brittiske sångaren Paul Rutherford, vilken utgavs som huvudsingeln från sångarens debutalbum Oh World. Låten är skriven av Paul Rutherford, David Clayton, Martin Fry och Mark White, samt producerad av Fry och White. "Get Real" hamnade på plats 47 i Storbritannien och stannade där i fyra veckor. Låten bannlystes från att spelas av BBC.

## Låtlista
| Nr | Titel        | Längd |
| -- | ------------ | ----- |
| 1. | "Get Real"   | 3:35  |
| 2. | "Happy Face" | 4:24  |

## Topplistor
| Land eller världsdel | Högsta listplacering |
| -------------------- | -------------------- |
| Australien           | 132                  |
| Storbritannien       | 47                   |